# Pycnonotus simplex
Pycnonotus simplex е вид птица от семейство Pycnonotidae.

## Разпространение
Видът е разпространен в Бруней, Индонезия, Малайзия, Сингапур и Тайланд.